# Nyctemera colita
Nyctemera colita là một loài bướm đêm thuộc phân họ Arctiinae, họ Erebidae.